# آندریا دورکین
آندریا دورکین (انگلیسی: Andrea Dworkin; ۲۶ سپتامبر ۱۹۴۶ – ۹ آوریل ۲۰۰۵) فمینیست رادیکال و نویسنده اهل ایالات متحده آمریکا بود. او بیشتر برای نقد پورنوگرافی شناخته می‌شود که به‌گفته‌اش با تجاوز و خشونت علیه زنان پیوند داشته است. وی همچنین از نیاز به لیبرال‌ها سخن گفت، اما به‌طور گسترده‌ای مورد انتقاد فمینیست‌های لیبرال قرار گرفت. او همزمان به محافظه‌کاران آمریکایی گفتگو می‌کرد و کتابی در این باره به نام زنان دست راستی نوشته است.

## زندگی‌نامه
دورکین در کمدن، نیوجرسی زاده شد. پدرش از یهودیان روس بود و زمانی که ۱۵ سال داشت، برای فرار از خدمت سربازی روسیه را ترک کرده بود. مادرش از فرزندان یهودیان مهاجرت‌کرده از مجارستان بود.
دورکین که از خشونت‌های همسر نخست‌اش آسیب دیده بود، با ادبیات فمینیسم رادیکال آشنا شد و نوشتن بیزاری از زن را آغاز کرد. او که به نیویورک آمده بود، به یک فعال در زمینه‌های گوناگون تبدیل شد و ده کتاب دربارهٔ فمینیسم منتشر کرد. او مدتی به عنوان تن‌فروش به کار پرداخت. در اواخر دههٔ ۱۹۷۰ و دههٔ ۱۹۸۰ میلادی دورکین به سخنگویی برای مخالفت با پورنوگرافی در میان فمینیست‌ها تبدیل شد و به نوشتن دربارهٔ پورنوگرافی و تمایلات جنسی پرداخت. دو کتاب مشهور او پورنوگرافی: مردان مالک زنان (۱۹۷۹) و اینترکورس (۱۹۸۷) هستند. او از زاویهٔ دید حقوق زنان به پورنوگرافی نگاه کرد. دورکین به همکاری با زنان علیه پورنوگرافی و لیندا لاولیس نیز پرداخت.
به‌باور دورکین، صنعت پورنوگرافی بر پایهٔ تبدیل زنان به اشیایی برای تجاوز توسط مردان بنا شده بود. دورکین تلاش‌هایی برای غیرقانونی‌سازی پورنوگرافی بخاطر آسیب‌های آن انجام داد که بیشتر این تلاش‌ها با شکست انجام شدند. به‌گفتهٔ منتقدان وی، هیچ رابطه‌ای میان پورنوگرافی و آسیب به زنان یافت نشده بود. همچنین برخی فمینیست‌های موافق جنسیت او را مورد انتقاد قرار دادند، چرا که به‌باور آن‌ها دیدگاه‌های دورکین برخلاف آزادی عمل زنان در انتخاب رابطه‌های جنسی‌شان بود.
دورکین در اواخر عمر دچار آرتروز بود و کمتر در جامعه ظاهر می‌شد. او در ۵۸ سالگی در اثر میوکاردیت درگذشت.